# Deborah Kara Unger
Deborah Kara Unger (ur. 12 maja 1966 w Vancouver) – kanadyjska aktorka teatralna, telewizyjna i filmowa.

## Życiorys
Urodziła się 12 maja 1966 w mieście Vancouver w prowincji Kolumbia Brytyjska w Kanadzie. 
Jej matka była fizykiem jądrowym, natomiast ojciec ginekologiem. Ma brata – Maxa Ungera. 

## Edukacja
Studiowała ekonomię i filozofię na University of British Columbia. Jako pierwsza Kanadyjka została przyjęta do australijskiego NIDA (National Institute of Dramatic Art). 

## Filmografia
- 1994: Nieśmiertelny III: Czarnoksiężnik (Highlander III: The Sorcerer) jako Alex Johnson oraz jako Sarah
- 1994: Stan zagrożenia (State of Emergency) jako Sue Payton
- 1995: Jesus of Suburbia (teledysk zespołu Green Day) jako matka Jimmy'ego
- 1996: Bez powrotu (No Way Home) jako Lorraine
- 1996: Crash: Niebezpieczne pożądanie (Crash) jako Catherine Ballard
- 1997: Gra (The Game) jako Christine
- 1999: Huragan (The Hurricane) jako Lisa Peters
- 1999: Kropla słońca (Sunshine) jako Carola
- 1999: Godzina zemsty (Payback) jako Lynn Porter
- 2002: Jezioro Salton (The Salton Sea) jako Colette
- 2004: One Point O jako Trish
- 2005: Głosy (White Noise) jako Sarah Tate
- 2006: Silent Hill jako Dahlia Gillespie
- 2009: Zamurowani (Walled In) jako Mary
- 2010: Droga życia (The Way) jako Sarah
- 2012: A Dark Truth jako Morgan Swinton
- 2012: Silent Hill: Apokalipsa (Silent Hill: Revelation) jako Dahlia Gillespie